# Saint-Georges-d'Espéranche
Saint-Georges-d'Espéranche è un comune francese di 3 146 abitanti situato nel dipartimento dell'Isère della regione dell'Alvernia-Rodano-Alpi.

## Società

### Evoluzione demografica
Abitanti censiti